# Rosebuds de Portland
Le nom des Rosebuds de Portland a été utilisé pour désigner deux équipes de hockey sur glace différentes basées à Portland en Oregon aux États-Unis. Les deux équipes jouaient leur matchs à domicile dans la patinoire Portland Ice Arena.

## Première équipe

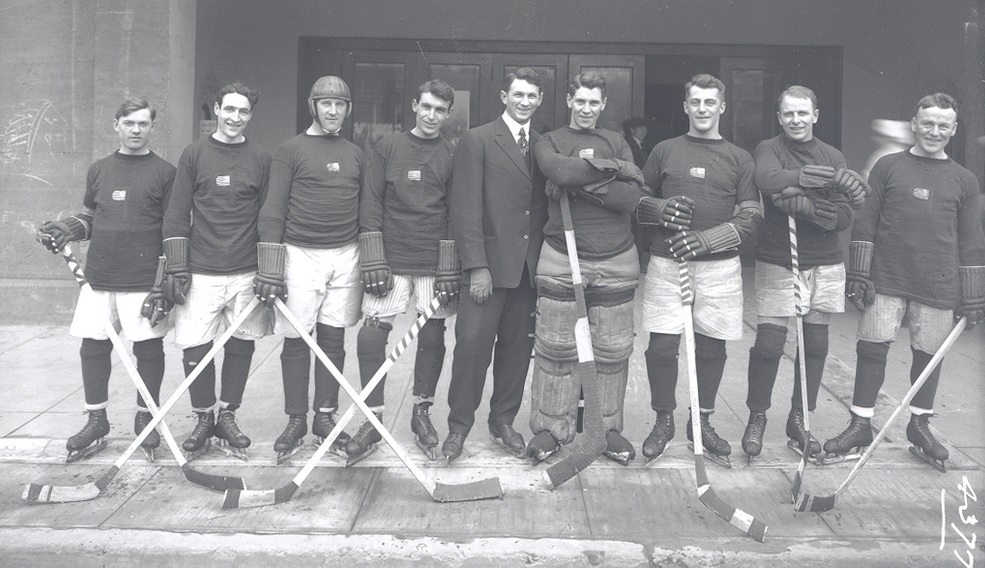
Les Rosebuds de Portland lors de la saison 1914-1915.

La première équipe des Rosebuds de Portland a joué dans l'Association de hockey de la Côte du Pacifique de 1914 à 1918. En 1916 cette équipe est devenue la première équipe de hockey basée aux États-Unis à participer à la finale de la Coupe Stanley. Ils jouent alors contre les Canadiens de Montréal de l'Association nationale de hockey mais perdent sur le score de 3 matchs à 2.

## Seconde équipe
La seconde équipe des Rosebuds a été formée lorsque les Capitals de Regina sont déménagés à Portland pour la saison 1925-1926, la dernière saison de la Western Canada Hockey League. À la suite de cette arrivée dans la ligue professionnelle, cette dernière change de nom et devient la Western Hockey League.
L'équipe est alors entraînée par Pete Muldoon et finit 4e de la ligue avec en 36 matchs, 12 victoires et 16 défaites.
En fin de saison la ligue est dissoute et les Rosebuds sont achetés par un groupe d'investisseurs mené par Frederic McLaughlin qui déménage la franchise à Chicago et la renomme Black Hawks de Chicago. L'entraîneur ainsi que huit des onze joueurs des Rosebuds rejoignent les Black Hawks qui devient une nouvelle équipe de la Ligue nationale de hockey.